# الدعارة في تونس
الدعارة في تونس قانونية وغير قانونية في نفس الوقت، حيث أن هناك بعض المدن الصغيرة والمناطق المتفرقة في صفاقس وغيرها والتي تُقنن الدعارة وكل ما يتعلق بها؛ لكن خارج هاته المناطق المحددة يعتبر البغاء غير قانوني ويُعاقب عليه.

## التاريخ
خلال الفترة العثمانية في تونس، لم تكن الدعارة مقننة لكن وبالرغم من ذلك فقد كان من المفروض على البغايا دفع الضريبة فكلما كان دخلهن مرتفع كلما دفعن ضريبة أكثر.
أصبحت تونس محمية فرنسية في عام 1881، وفي 1883 تم التوقيع على اتفاقية تم بموجبها نسخ القانون الفرنسي وأصبح ساري المفعول حينها في تونس، في ذلك الوقت كانت الدعارة والبغاء قانونية في فرنسا وبالتالي أصبحت كذلك في تونس. هذا وتجدر الإشارة إلى أن البغايا كان يُفرض عليهن كل أسبوعين القيام بفحوصات طبية إلزامية وذلك في محاولة لوقف انتشار مرض الزهري.
خلال الاحتلال الألماني لفرنسا في الحرب العالمية الثانية، قامت الحكومة الألمانية بتنظيم البغاء في محاولة منها لمنع انتشار الأمراض المنقولة بالاتصال الجنسي بين القوات الألمانية، وباعتبار أن تونس كانت حينها لا تزال خاضعة لفرنسا فقد تم تقنين هذا المجال أيضا فيها حيث أُجبرت العاملات في الدعارة والبغي على الالتحاق بالخدمة المدنية في عام 1942 وإجراء عشرات الفحوصات الطبية للتأكد من سلامتهن، كما تم إصدار رخص رخصة تخضع لتنظيم صارم، وأي بيت أو وكر للدعارة لا يحمل ترخيص أو رخصة يُعتبر غير قانوني. وبالتالي يتم الحجر عليه وفرض عقوبات على صاحبه أو مسيريه. الأمور لم تقف عن هذا الحد؛ بل تم تجريم كل من يتعامل مع البغايا (مثل القوادين) بدون رخصة أو بدون موافقة فعلية من السلطات.
نجحت قوات المحور (بقيادة أدولف هتلر) في الحرب العالمية الثانية في احتلال تونس كما احتلت غيرها من الأراضي المحتلة التابعة لفرنسا، وبالتالي استعملت هذه «المستعمرات» كبيوت للدعارة العسكرية كما كانت تُستخدم في اعتقال اليهود واغتصابهم.

### ثورة الياسمين
بعد اندلاع ثورة الياسمين عام 2011، وصل مجموعة من الإسلاميين للحكومة ولكن بالرغم من ذلك فقد غضوا الطرف عما يجري من دعارة وبغي في بعض المناطق، إلا أن بعض المباني التي كانت معروفة كبيوت دعارة قد جرى حرقها أو تخريبها خاصة في تونس العاصمة وصفاقس، وقد تم إغلاق عشرات من وكور الدعارة خوفا عليها من الحرق أو التدمير كما قام الجيش والشرطة بحماية بعضها باعتبارها أملاك مدنية.
في عام 2014، تم إعداد عريضة وعرضها على وزارة الداخلية وذلك بهدف السماح بإنشاء ما يُعرف بمنطقة الضوء الأحمر في سوسة ولكن هذا لم يتم الموافقة عليه أو النقاش فيه.

## التشريعات

### المقننة
لوائح البغاء والدعارة أُدخلت من قبل وزارة الداخلية في المرسوم الصادر في 30 أبريل 1942:
- يحتاج العاملين في مجال الجنس إلى تسجيل وترخيص قصد مزاولة عملهم بشكل طبيعي
- الدعارة لا يُمكن أن تتم إلا في مناطق محددة
- للبغايا الحق في العمل بشكل مستقل أو في بيوت الدعارة
- لا يجوز للبغايا ترك مناطق معينة إلا بعد الحصول على تصريح من السلطات المعنية
- يجب إجراء فحوصات طبية مرتين أسبوعيا للتأكد من خلو الداعرة من الأمراض المنقولة جنسيا (الأمر إلزامي)
- يجب أن يتم دفع الضرائب وبشكل منتظم
- الوقت الوحيد غير المسموح فيه بممارسة الدعارة بالنسبة للعاهرات هو فترة حيضهن
- لا يُسمح للعاملين في مجال الجنس بالعمل في أي مهنة أخرى
- استخدام الواقي الذكري بالنسبة للرجال أمر إلزامي
- مُسيرة أو مالكة بيت الدعارة يجب أن تكون سيدة يتجاوز سنها على الأقل 35 سنة كما يجب أن تحصل على موافقة من زوجها قبل فتح البيت

### غير المقننة
تنص المادة 231 من قانون العقوبات التونسي على ما يلي: 
| « | النساء اللاتي في غير الصور المنصوص عليها بالتراتيب الجاري بها العمل يعرضن أنفسهن بالإشارة أو بالقول أو يتعاطين الخناء ولو صدفة، يعاقبن بالسجن من ستة أشهر إلى عامين وبخطية من عشرين دينارا إلى مائتي دينار. يعتبر مشاركا ويعاقب بنفس العقوبات كل شخص اتصل بإحدى تلك النساء جنسيا. | » |

بشكل عام يتم التعامل مع العملاء يتم بشدة أقل، وعادة ما تكون عقوبتهم دفع غرامة مالية بدل السجن.